# Servon, Manche

Servon este o comună în departamentul Manche, Franța. În 1 ianuarie 2022 avea o populație de 257 de locuitori.